# Róbert Szelepcsényi
Róbert Szelepcsényi, né le 19 août 1966 à Žilina en Tchécoslovaquie (aujourd'hui en Slovaquie), est un scientifique slovaque d'origine hongroise.

## Biographie
Encore étudiant à la Faculté de mathématique, physique et informatique de l'université Comenius de Bratislava, il démontre en 1987, et indépendamment de Neil Immerman, ce qui est  connu maintenant sous le nom de théorème d'Immerman-Szelepcsényi. Ce résultat leur a valu l'obtention en 1995 du prix Gödel décerné conjointement par l'ACM et l'EATCS .
Le théorème dit qu'une machine de Turing non déterministe peut résoudre le complémentaire d'un problème en utilisant la même quantité de place que pour le problème initial. Pour la complexité en temps, la même question en est  encore ouverte (en 2010), mais on admet généralement qu'un tel énoncé n'existe pas dans ce cas.
En 1993, Róbert Szelepcsényi obtient une maîtrise universitaire ès sciences (M.S.) à l'université de Rochester. Il passe quelque temps en études en vue du Ph.D. à l'université de Chicago. En septembre 1999, il est à l'Académie slovaque des sciences. Un dernier article scientifique de Szelepcsényi paraît en 1999.